# Манастир Страхов
Манастир Страхов (чеш. Strahovský klášter) је премонстратенска опатија коју су 1143. основали Јиндрих Здик, бискуп прашки Јован и Владислав II, војвода Чешке. Налази се у Страхову, у Прагу, у Чешкој Републици.

## Историја

### Оснивање манастира
После свог ходочашћа у Свету земљу 1138. године, оломоучки бискуп Јиндрих Здик добио је идеју да се у Прагу оснује манастир редовних каноника. Имао је подршку епископа Прага и Собјеслава I, војводе Чешке и — после његове смрти — Владислава II. Након Здиковог првог неуспелог покушаја да 1140. године на месту званом Страхов оснује чешку варијанту канонског реда, упућен је позив Премонстратенцима, чији су први представници стигли из Штајнфелда у долини Рајне (данас Немачка).
Монаси су почели да граде свој манастир прво од дрвета, са романичком базиликом као средиштем свих духовних активности у Страхову. Градња је постепено завршавана и настављена је изградња манастирских камених објеката, како би се привремени дрвени конак заменио трајним каменим објектом. Манастир је 1258. године тешко оштећен у пожару и касније обновљен.

### Током Хуситских ратова
Манастир је функционисао све до периода Хусита, када су га напали и опљачкали грађани Прага 1420. године. Спаљене су књиге, богослужбени предмети и намештај цркве и манастира. Иако зграда није претрпела велика оштећења са архитектонског становишта, манастиру је требало доста времена да се опорави.
Током Хуситских ратова, година владавине Јиржија Подјебрадског, и времена до краја 16. века, Страхов је релативно замро. Разни званичници су покушавали да обнове првобитни манастир и његов верски живот, али су били неуспешни.
Тек доласком опата Јохана Лохела дошло је до преокрета. Овај духовник, пореклом из опатије Тепла, постао је игуман Страхова 1586. године и све његове способности биле су посвећене обнови Страхова. Настојао је да подигне духовни живот манастира, а као визитаторски циркариј премонстратенског реда у целини у Чешкој, посветио је пажњу и материјалном аспекту ствари. Реконструисао је цркву, обновио зграде опатије, основао радионице, подигао нови конак и трпезарију, уредио манастирске баште. Повратио је многа манастирска имања да би изградио материјалну базу манастира, обезбеђујући средства за одржавање и даљи развој установе. Захваљујући његовој неуморној активности, до 1594. године — само осам година након Лохеловог именовања — дванаесточлана заједница монаха могла је поново да живи у манастиру.

### Током Тридесетогодишњег рата
Јохан Лохел је 1612. постао прашки надбискуп, а његов рад у Страхову је потом наставио нови опат Кашпар Квестенберг. Наставио је са скупим радовима које је започео Лохел, довршио доње манастире и прелатуру, па чак и подигао нову зграду у виду болнице Свете Јелисавете, и дозидао помоћне зграде и пивару. Осим тога, основао је норбертинску богословију у Новом граду, која је била намењена богословским студијама чланова реда. Све је то постигнуто током Тридесетогодишњег рата, када је и сам Кашпар Квестенберг био присиљен да побегне из Прага. Финансијски рачун трошкова његових грађевинских радова износио је око 100.000 толара, што је у то време била веома респектабилна сума за било какве грађевинске радове. У том погледу, трошкови Кашпара Квестенберга били су упоредиви са трошковима таквих неимара као што је његов савременик Албрехт Валенштајн.
Један од највећих догађаја у историји Премонстратенског реда био је пренос посмртних остатака Норберта Ксантенског, оснивача реда, из Магдебурга. Поновно сахрањивање се догодило под Квестенберговим опатством. То се догодило 1627. године и од тада мошти светитеља ктитора почивају у цркви опатије. За време Квестенберга завршена је и црква Светог Рока. Првобитно је то била заветна црква чију је изградњу започео Рудолф II, цар Светог римског царства, 1602. године у знак захвалности за крај куге 1599. године. Након бројних промена током година, црква је завршена, укључујући и њену унутрашњост, до 1630. године.
Када је Кашпар Квестенберг умро 1640. године, његов наследник је био Кришпин Фук, који је наставио да ради. Штавише, стекао је славу кроз учешће у радовима који су учинили Влтаву пловном у сектору званом Брзаци Светог Јована (Svatojánské proudy). Током овог периода, опатију су опљачкале трупе Шведског царства пред крај Тридесетогодишњег рата. Црква и библиотека су опљачкане. Након одласка Швеђана, Кришпин Фук је поново предузео поправку оштећене опатије, а његов рад наставили су игумани Амелуксен, Сутор и Францк. Последњи поменути је реконструисао прелатуру и изградио нову болницу Свете Јелисавете, јер је првобитна коју је изградио Кашпар Квестенберг срушена приликом изградње барокних утврђења у Прагу.

### Теолошка сала
Године 1670. Јероним Хирнхајм, филозоф и теолог, постао је игуман Страхова. Његово највеће дело, које је опстало до данас, била је изградња нове библиотеке у такозваној Теолошкој сали (Teologický sál), завршена 1679. године. Током 17. и почетком 18. века, други игумани су наставили са обновом манастира. Бринули су и о цркви, која је у датом периоду више пута поправљана и украшавана. Манастир је доживео још једном значајне грађевинске активности, и то после јуриша француских и баварских трупа 1742. године, када је Праг бомбардован и озбиљно оштећен. Игуман је потом организовао изнова градитељске радове, при чему је црква са манастирским простором обновљена.
После 1950. године библиотека је укључена у Меморијал националне књижевности. Након догађаја 1989. године библиотека је, заједно са манастиром, враћена Премонстратенцима. У оквиру библиотеке ради и читаоница. Библиотека Страхов садржи преко 200.000 томова, укључујући преко 3.000 рукописа и 1.500 првотисака који се чувају у посебном депоу.

### Филозофска сала
Године 1779. Вацлав Мајер је заузео игумански трон и последњи је извршио велике грађевинске активности. Његово најистакнутије дело била је изградња нове библиотеке  сада у класичном стилу. Данас се зове Филозофска сала (Filosofický sál). Овим радом окончана је обимна грађевинска делатност у манастиру Страхов, а следеће генерације игумана су своју пажњу посветиле само мањим архитектонским поправкама, све под утицајем савремене моде, и одржавању краја у целини.
Манастир је на овај начин опстао све до 1950. године, када га је преузео комунистички режим, верници су интернирани и распоређени на цивилне послове, а врло мали број њих је могао да ради у свештеничкој управи као свештеници епархије. Манастир је подвргнут темељним археолошким истраживањима и претворен у Спомен-обележје народне књижевности. У току наведених археолошких истраживања откривен је и на осетљив начин реконструисан давно заборављени романички облик манастира.

### После Плишане револуције
Након пада комунистичког режима 1989. године, манастир је враћен Премонстратенском реду, који је почео да реализује скупу реконструкцију зграде. До 1994. године црква је обновљена, изграђена нова техничка мрежа, новоизграђена Страховска галерија слика и обновљена Страховска библиотека. Извршене су и друге архитектонске рестаурације.

## Гробови
- Владислав II, војвода Чешке
- Јохан Лохел
- Свети Норберт Ксантенски

## Галерија
- Библија Јана од Шелмберка, 1440, на изложби у библиотеци манастира Страхов
- Црква Светог Роха
- Статуа лава који држи штит Чехословачке
- Медаља у част преношења Норбертовог тела у Праг 1627. године